# Regina coeli (titel van Maria)

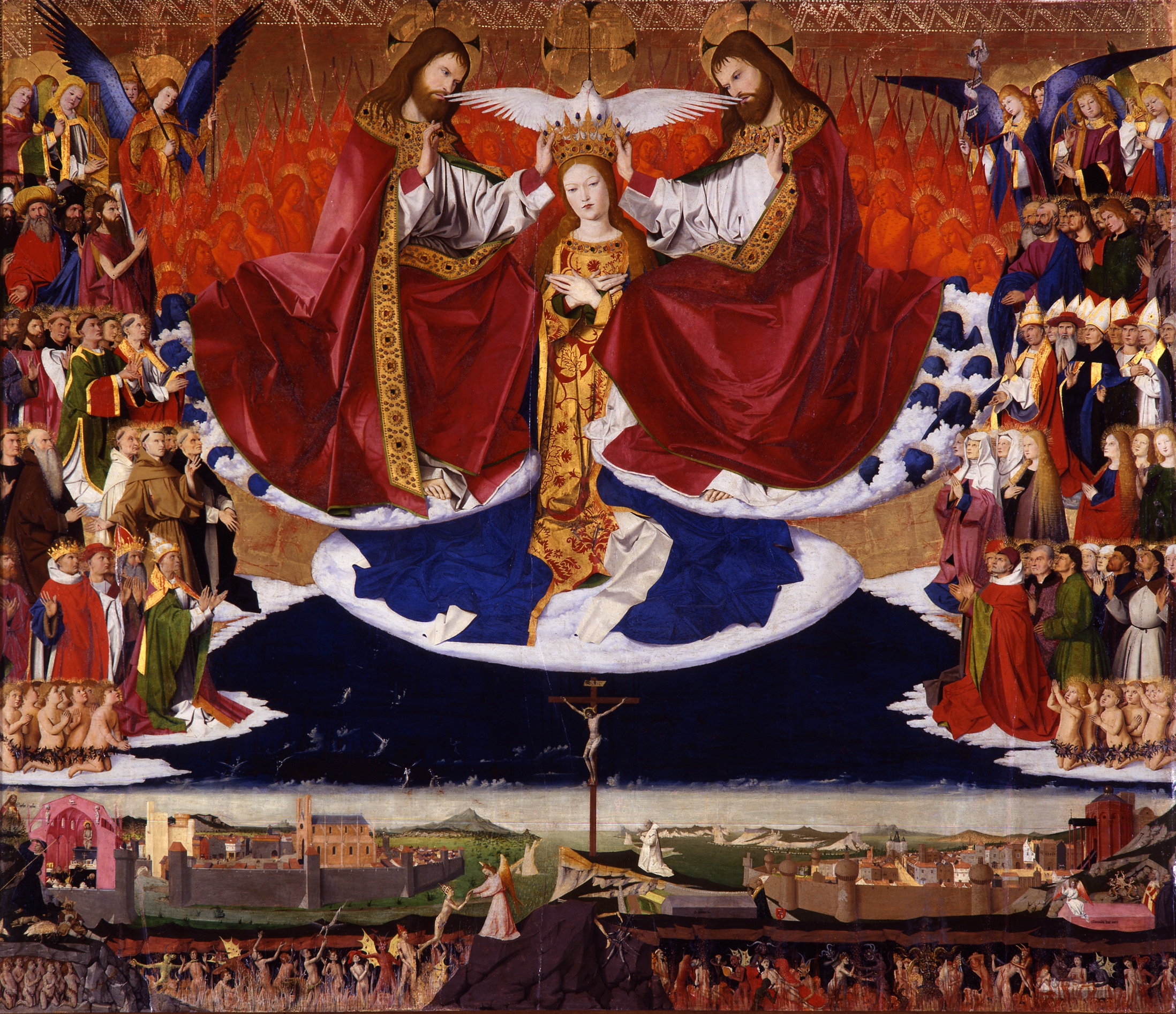
de kroning van Maria in de Hemel

Binnen het katholicisme is Regina Caeli of Regina Coeli (uitgesproken als [reˈdʒina ˈtʃeli] in het Kerklatijn) (Koningin des hemels) een van de vier traditionele Maria-antifonen over de Heilige Maagd Maria, en wordt gebruikt van de Paaswake tot Pinksteren. Ook wordt in de paastijd in plaats van het Angelus het Regina Caeli gebeden, waarbij enkele extra regels worden toegevoegd.
De auteur van deze tekst is onbekend. Volgens de legende hoorde Paus Gregorius I engelen de eerste drie regels van het versje zingen op een paasdag in Rome. Dit inspireerde hem om een vierde regel toe te voegen.

## Tekst
| Latijn | Nederlands |
| --- | --- |
| Regina coeli, laetare, alleluia Quia quem meruisti portare, alleluia, Resurrexit, sicut dixit, alleluia, Ora pro nobis Deum, alleluia. | Koningin des hemels, verheug u, alleluja. Omdat Hij, die gij waardig geweest zijt te dragen, alleluja, Verrezen is, zoals Hij gezegd heeft, alleluja, Bid God voor ons, alleluia |

[Als het Regina Coeli in plaats van het Angelus wordt gebeden worden de volgende regels toegevoegd:]
| Latijn                                                                         | Nederlands                                                                                |
| ------------------------------------------------------------------------------ | ----------------------------------------------------------------------------------------- |
| Gaude et laetare, Virgo Maria, alleluia. Quia surrexit Dominus vere, alleluia. | Verheug en verblijd u, Maagd Maria, alleluja Want de Heer is waarlijk verrezen, alleluja. |

[Nederland:]
Laat ons bidden.

God, door de verrijzenis van uw Zoon Jezus Christus onze Heer,

hebt Gij de vreugde geschonken aan de wereld.

Wij bidden U:

laat ons door zijn moeder, de maagd Maria, eenmaal komen tot de vreugde van het eeuwig leven.

Door Christus onze Heer. Amen.
[Vlaanderen:]
Laat ons bidden.

God, die U gewaardigd hebt door de verrijzenis van uw Zoon onze Heer Jezus Christus,

de wereld te verblijden;

geef ons, vragen wij, door zijn Moeder de Maagd Maria,

de vreugden van het eeuwig leven te verwerven.

Door dezelfde Christus onze Heer. Amen.